# Všeobecná československá výstava
Všeobecná československá výstava se konala od 15. května do 28. října 1991 na pražském Výstavišti a navazovala na Jubilejní zemskou výstavu v Praze 1891. Jejím cílem bylo dokázat, že Československo je i po částečné izolaci v letech 1948 až 1989 stále významnou průmyslovou zemí. Podle provozovatelů měla být také poctou nově vznikající demokracii.
Pod heslem „Svět, ve kterém chceme žít“ měla událost prezentovat stav československého průmyslu, zemědělství, životního prostředí, umění a stylu a přilákat početné publikum z řad široké veřejnosti i mezinárodního obchodu. Při příležitosti výstavy vznikly pamětní mince, poštovní známka a razítko.
Po ekonomické stránce ale projekt neuspěl. Z  očekávaných šesti milionů návštěvníků jich přišlo jen 2,6 milionu a po výstavě zůstaly velké dluhy a nevyřešené majetkové vztahy.

## Provozovatel a financování
Myšlenku uspořádat výstavu ke stému výročí vznesla již předchozí komunistická vláda, ale praktická opatření pro její realizaci byla zavedena až po sametové revoluci během roku 1990.  Vzhledem k tomu, že se akce konala v době ekonomické a politické transformace, její koncepce, financování a organizace byly ovlivněny měnícími se ekonomickými podmínkami a politickými konflikty mezi federální, republikovou a komunální úrovní rozhodování a mezi zájmy veřejných zastupitelských orgánů a komerčním využitím města.
Provozovatelem události byla Společnost pro Všeobecnou československou výstavu v Praze, zřízená státem. Ta se v roce 1999 dostala do konkurzu. Výstava končila s dluhem ve výši 1,4 miliardy Kč, o který se s českým státem neúspěšně soudila ČSOB, jež výstavu úvěrovala. Stavby vybudované v rámci Všeobecné výstavy se staly součástí konkurzní podstaty Společnosti pro všeobecnou výstavu a odkoupila je za necelých 300 milionů korun firma Incheba. Následně město Praha objekty od Incheby koupilo a pronajalo Inchebě celý areál Výstaviště na 15 let. Od 1. ledna 2015 je areál ve správě akciové společnosti Výstaviště Praha, a. s., jejímž stoprocentním vlastníkem je hlavní město Praha.

## Výstava a její příprava

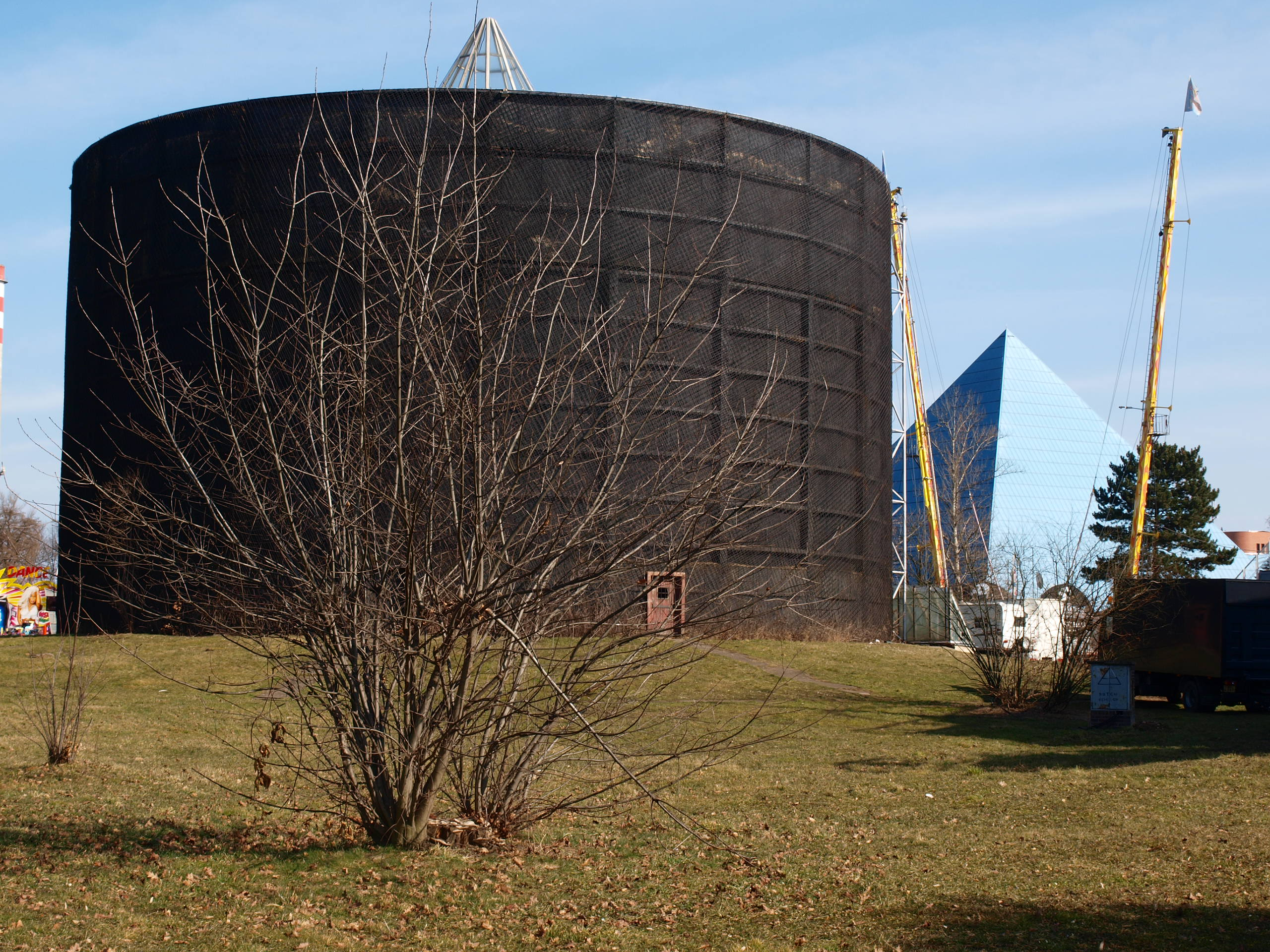
Divadlo Spirála v pozadí s Divadlem Pyramida, budovy vzniklé a zrekonstruované v souvislosti s výstavou

Pro potřeby výstavy se více než dvakrát zvětšila velikost zastřešených ploch na Výstavišti. Přestavbou panoramatického kina vzniklo Divadlo Spirála. Zrekonstruována byla také Křižíkova světelná fontánaa v jejím okolí vyrostly čtyři nové univerzální výstavní pavilony, ktrerým se říká Křižíkovy pavilony. Další nově postavený pavilon dostal podle svého tvaru název Pyramida. Při příležitosti výstavy vznikly pamětní mince, poštovní známka a razítko.
Dne 15. května 1991 dorazil na Výstaviště alegorický průvod ze Žofína a Všeobecnou československou výstavu zahájili svými projevy předseda federálního shromáždění Alexander Dubček, předseda české republikové vlády Petr Pithart a místopředseda federální vlády Jozef Mikloško.

Na výstavě se podobně jako na těch předchozích prezentoval průmysl a obchod. Byla zde k vidění tehdy ještě nedostatková západní elektronika a zahraniční auta. Probíhaly tu různé kulturní i sportovní akce. V Lapidáriu byla stálá expozice retrospektivní výstavy 1791–1891, v Průmyslovém paláci na společné výstavě představily Praha a Bratislava vývoj architektury a umění, 100 let českého plakátu a slovenské fotografie a každodenní kulturu a životní styl. Na Bruselské cestě probíhala expozice zemědělství a potravinářství, v pavilonu Subterry byly k vidění ukázky výstavby podzemních zařízení a Dětský svět nabízel mnoho příležitostí pro dětskou zábavu a hry. V pavilonu Historické pošty se představila výstava o historii poštovnictví a nechyběl ani ekologický pavilon s tématem Příroda a civilizace. Rétorický důraz na ekologii nicméně nedoprovázelo žádné využití udržitelných technologií. Návštěvníci výstavy mohli zhlédnout např. měsíční kámen, který se nacházel v Bruselském pavilonu, v průběhu akce vyhořelém.

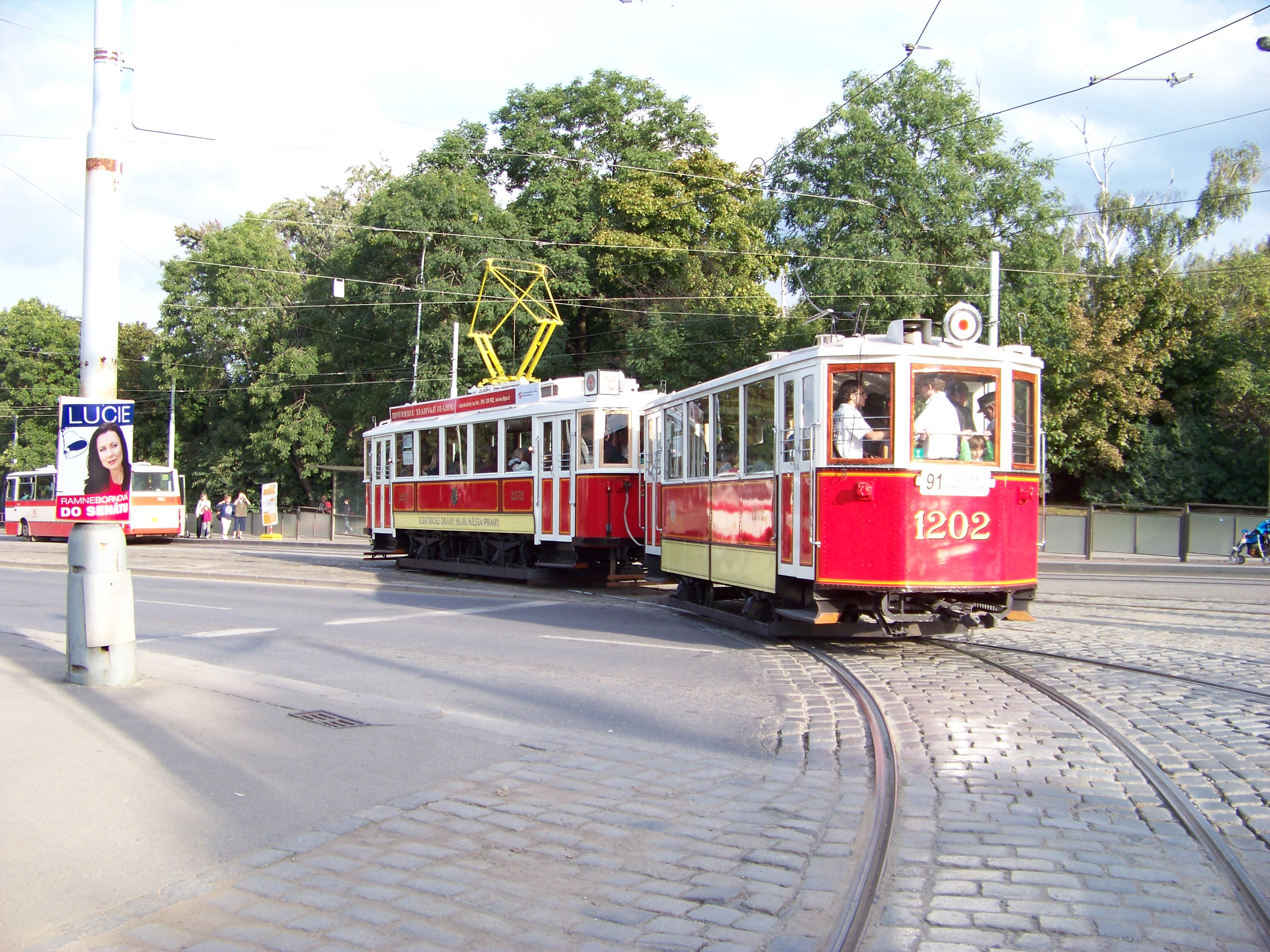
Historická tramvaj, která se po mnohaleté odmlce vrátila do pražského provozu v době výstavy

V den zahájení výstavy byl na Letnou instalován Pražský metronom a ke stému výročí zahájení provozu pražských tramvají byl spuštěn provoz zvláštní historické tramvajové linky se symbolickým číslem 91, pro kterou pražský dopravní podnik zrekonstruoval dva vozy z roku 1928.
Celkově Všeobecnou československou výstavu, na níž své exponáty vystavovalo okolo 2000 účastníků, navštívilo 2,6 milionu lidí.